# Недзьвяда-Мала
Недзьвяда-Мала (пол. Niedźwiada Mała) — село в Польщі, у гміні Лазіська Опольського повіту Люблінського воєводства.
Населення — 58 осіб (2011).

## Демографія
Демографічна структура станом на 31 березня 2011 року:
|          | Загалом | Допрацездатний вік | Працездатний вік | Постпрацездатний вік |
| -------- | ------- | ------------------ | ---------------- | -------------------- |
| Чоловіки | 32      | 3                  | 22               | 7                    |
| Жінки    | 26      | 5                  | 10               | 11                   |
| Разом    | 58      | 8                  | 32               | 18                   |